# Mark Evans (cầu thủ bóng đá, sinh 1982)
Mark Evans (sinh ngày 16 tháng 9 năm 1982) là một cựu cầu thủ bóng đá người Anh thi đấu ở vị trí hậu vệ.

## Sự nghiệp
Sinh ra ở Chester, Evans thi đấu cho Wrexham và Caernarfon Town.